# Primăvara (pictură de Édouard Manet)
Primăvara este o pictură în ulei pe pânză din 1881 realizată de pictorul francez Édouard Manet. A debutat la Salonul de la Paris din 1882 și a fost considerat cel mai mare și ultimul succes la public din cariera prezențelor lui Manet la Salon. O prezintă pe actrița pariziană Jeanne DeMarsy într-o rochie florală cu umbrelă și bonetă pe un fundal de frunze luxuriante și cer albastru, ca întruchipare a Primăverii. Pictura a devenit, de asemenea, prima operă de artă publicată în culori.

## Context
Primăvara a fost primul tablou dintr-un cvartet de lucrări alegorice planificat folosind femei pariziene cochete pentru a înfățișa cele patru anotimpuri. Ideea a venit de la prietenul lui Manet, Antonin Proust, care a sugerat o serie de anotimpuri personificate de idealurile contemporane ale femeii, modei și frumuseții. Seria nu a fost niciodată terminată, iar Manet a murit un an după ce a terminat a doua din serie, Toamna.

## Licitație
În noiembrie 2014, J. Paul Getty Museum a plătit peste 65 de milioane de dolari pentru tablou, depășind recordul anterior de 33,2 milioane de dolari pentru un Manet care a fost plătit pentru Autoportret cu paletă în 2010.